# 시마즈 시게히데

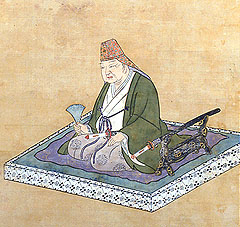
시마즈 시게히데

시마즈 시게히데(일본어: 島津重豪, 1745년 11월 29일 ~ 1833년 3월 6일)는 시마즈가 제25대 당주이자 사쓰마번 제8대 번주이다. 제7대 번주 시마즈 시게토시의 장남이며, 어머니는 시게토시의 정실부인으로 다루미즈 시마즈 가 출신이다. 아명은 젠지로. 정실은 도쿠가와 무네타다의 딸 야스히메(保姫)이다.
장남인 시마즈 나리노부는 그의 대를 이어 제9대 번주가 되었고, 차남은 나카쓰번주가 된 오쿠다이라 마사타카(奥平昌高), 6남은 이마이즈미 시마즈가의 양자가 된 시마즈 다다아쓰(島津忠厚), 7남은 마루오카번 5대 번주 아리마 시게즈미(有馬誉純)의 양자인 아리마 가즈즈미(有馬一純), 13남은 후쿠오카번주인 구로다 나가히로(黒田長溥), 14남은 하치노헤번주 난부 노부유키(南部信順) 등이 있으며 특히 셋째딸인 시게히메(계명은 広大院)은 쇼군 도쿠가와 이에나리의 정실부인이 되었다.

## 생애
1745년 11월, 시마즈 시게토시의 장남으로 태어났다. 아명은 젠지로우. 어머니인 도미(都美) 부인은 젠지로를 낳은 후 사망. 아버지의 번주 취임으로 인해 공석이 된 가지키 시마즈가를 1753년 12월에 이어받아 효고 쿠몬이라고 불렸다. 아버지의 건강 악화와 1754년 2월의 계모 사망으로 본가의 자식이 태어날 가능성이 없어지자 그해 8월 영주의 후계자 자격으로 본가에 복귀하였다. 1755년 6월, 아버지 시게토시의 사망으로 번주직을 승계했다. 참고로 가지키 시마즈가는 이후 19년간 당주 부재가 된다.
1758년 6월에 이름을「시게히데」로 고치고 종4위하의 관직을 받았다. 어린 시게히데를 대신하여 1760년까지 조부 시마즈 무네노부가 번의 정치를 돌보았다. 조부의 사망으로 실권을 장악하고 번정을 개혁하기 시작했다. 시게히데는 난학에 대단한 흥미를 나타내어 나가사키의 네덜란드 상관을 방문하고 네덜란드 배에 직접 승선해보기도 했다. 1764년 11월 종4위상 관직을 받았다. 1773년 번교·사쓰마시의 번교나연무관을 설립해, 교육의 보급에 노력했다. 1779년 명시관(천문관)을 설립하여 역학과 천문학의 연구를 지원했다. 의료 기술의 양성에도 진력해 1774년 의학원을 설립한다. 그리고, 앞에서 설립한 교육기관에 무사계급만이 아닌 일반 백성에게도 다닐 기회를 주었다.
1787년1월, 상속자인 장남 나리노부에게 번주 지위를 내주고 은거하였지만, 실권은 양보하지 않았다. 1809년 근사록붕괴 사건이 일어났다. 이것은 아들인 나리노부가 가바야마 지카라, 지치부 다로 등 근사록파를 등용해 긴축 재정을 행하려 했지만 화려한 생활을 포기하지 못한 시게히데가 이에 반대하여 나리노부를 은거시키고 가바야마 등에게 자살을 명한 사건이다. 그리고 손자 시마즈 나리오키를 번주로 옹립하고 자신이 후견인이 되어 더 큰 권력을 잡게 되었던 것이다. 나리오키는 시게히데의 만년에 이르러서야 간신히 재정개혁을 시작하게 되어 하급 무사인 즈쇼 히로사토를 중용했다. 즈쇼의 재정 재건은 나리오키가 친정을 하게 된 이후부터 성과를 보이기 시작했다.
시게히데는 증손자인 시마즈 나리아키라의 재능을 높이 사서 나리아키라와 함께 지볼트(Siebold)를 만나 당시 서양의 사정을 듣기도 했다. 또한 시게히데는 로마자를 쓸 수 있었고, 네덜란드 어로 이야기를 할 수도 있었다고 전해진다. 그와 회견한 시볼트는「시게히데公은 80여세라고 들었지만, 아무리 봐도 60세 전후로밖에 안 보인다. 개방적이고 총명한 영주이다」라고 기록하였다. 난학에 깊이 빠져 이른바 「란벽」영주의 대표로 불리기도 한다.
1833년 1월, 에도의 다카나와 저택에서 향년 89세로 세상을 떠났다.
| 전임 시마즈 히사카도 | 제5대 가지키 시마즈 가문 당주 1753년 ~ 1754년 | 후임 시마즈 히사나루 |

| 전임 시마즈 시게토시 | 제25대 시마즈 가문 당주 1755년 ~ 1787년 | 후임 시마즈 나리노부 |

| 전임 시마즈 시게토시 | 제8대 사쓰마번 번주 (시마즈 가문) 1755년 ~ 1787년 | 후임 시마즈 나리노부 |